# Rino Zampilli
Rino Zampilli, né le 7 mars 1984 à Venafro, est un coureur cycliste italien. 

## Palmarès
- 2003
  - Gran Premio Coop Levane
  - Trofeo Tv1 Opel Sancin
- 2004
  - Milan-Busseto
  - Trofeo David Susini
  - Coppa del Grano
  - Trofeo Festa Patronale
  - 3e du Trophée Tempestini Ledo
  - 3e de la Coppa Penna
  - 3e de la Coppa Città di Asti
- 2005
  - Medaglia d'Oro Pietro Palmieri
- 2009
  - 2e et 4e étapes du Tour de Roumanie
  - 2e étape du Tour de Szeklerland
  - 2e de Banja Luka-Belgrade

## Classements mondiaux
| Année           | 2007 | 2008 | 2009 | 2010 |
| --------------- | ---- | ---- | ---- | ---- |
| UCI Europe Tour | 967e | 686e | 245e | 964e |